# 다대포해수욕장

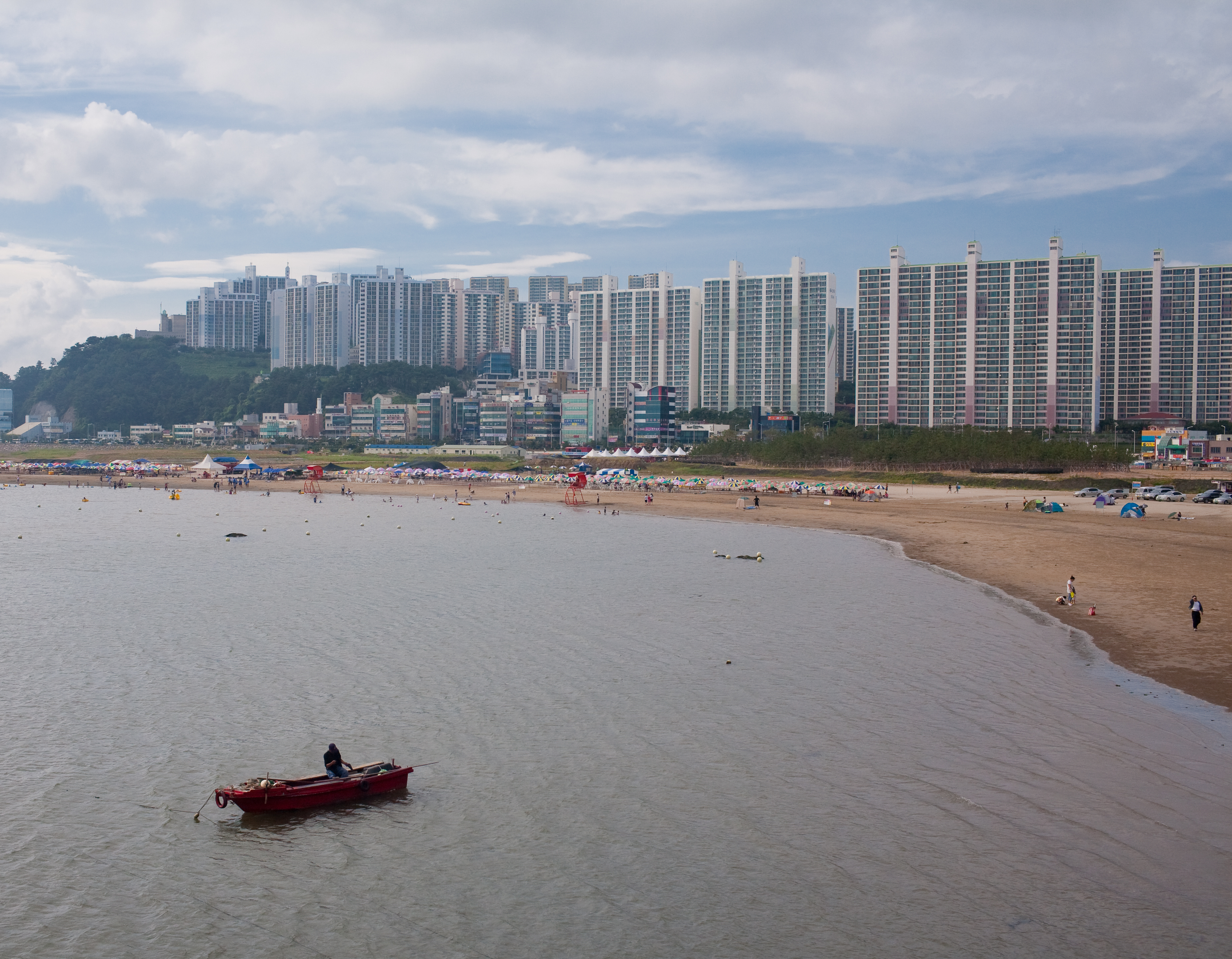
다대포해수욕장

부산광역시 다대포해수욕장의 지진해일 대피 안내판

다대포해수욕장(多大浦海水浴場, Dadaepo Beach)은 부산광역시 사하구 다대동에 위치한 해수욕장이다. 모래사장의 총 면적은 5만 3000m2, 길이 900m, 너비 100m이다. 평균 수온은 21.6°C, 수심 1.5m로 부산시내에서 서남쪽으로 8km 떨어진 낙동강 하구와 바닷물이 만나는 곳에 있다. 낙동강 상류에서 실려온 양질의 모래밭과 완만한 경사, 얕은 수심과 따뜻한 수온으로 널리 알려진 피서지이다. 민박이나 야영이 안 되는 곳으로 주변에 숙박과 식당 등의 편의시설이 갖추어져 있다.
1970년대에 해수욕장으로 개장한 이래 매년 7월 1일부터 8월 31일까지 개장하고 있다. 하지만 1987년 낙동강하굿둑이 준공되어 강물의 자연스런 유입이 막힘에 따라 해수욕장의 기능이 예전만 못해져 하굿둑에서 낚시를 하거나 간조 때 해수욕장 모래밭에서 소라나 게를 잡으려는 관광객이 해수욕객보다 더 많이 찾는다. 인근에는 옛날에 섬이었지만 낙동강 상류에서 밀려온 모래로 육지와 이어진 몰운대가 있고 다대포 패총과 낙동강 하류 철새 도래지, 다대진 동헌, 정운공 순의비, 부산 윤공단 등의 문화유적지와 관광명소가 많다. 부산광역시에서 유일하게 일몰을 감상할 수 있는 해수욕장이다.

## 환경오염
2011년 여름에 내린 폭우로 낙동강에서 흘러온 모래와 연안정비사업으로 바닷가에 쌓아놓았던 모래가 바다로 흘러가는 사태가 발생했다.
해수욕장 앞에 톱 두개가 생기는 바람에 해수욕장과 톱 사이의 물이 고이는 바람에 대장균 수치가 평소보다 1.6배 올라갔다.
하지만 지금은 수영을 할 수 있을 정도로 상태가 많이 호전되었고, 세족장, 샤워장, 주차장 등을 비롯한 각종 편의 시설 및 생태탐방로, 잔디광장, 해수천, 체육시설 등을 갖추고 있는 다대포 해변공원이 2015년에 조성되어 산책과 가족소풍 등을 즐기려는 시민들의 발길이 이어지고 있다.

## 같이 보기
- 부산국가지질공원 몰운대

## 참고 자료
- 다대포해수욕장 - 기상청 일기예보

## 교통
2017년 4월 20일에 다대포해수욕장역이 개통되어 도시철도와의 연계성이 매우 좋아졌다. 해수욕장 근처에 있다.